# Dívida soberana
Dívida soberana é uma dívida assumida  ou garantida por um ente soberano (um Estado ou o seu banco central).

## Características
A dívida soberana pode ser interna, quando os credores são residentes no país, e externa, quando resultante de empréstimos e financiamentos contraídos no exterior. Se for externa, a dívida soberana pode ser bilateral (de um país para com outro), multilateral (de um país para com uma organização multilateral) ou privada. A dívida pode, ainda, ser de curto prazo, médio ou longo prazo (30 anos ou mais). Pode constituir-se de créditos bancários, de empréstimos de outros Estados ou instituições oficiais, ou de títulos emitidos pelo Tesouro do país devedor. Esses títulos podem ser negociados no mercado internacional  obrigações desde que sejam emitidos em uma ou mais divisas  conversíveis em unidades de conta universalmente reconhecidas (Direitos Especiais de Saque, etc.)
Cirne de Toledo aponta  quatro características peculiares ao mercado de dívidas soberanas:
- Possibilidade de repudiar a dívida, não havendo uma autoridade supranacional capaz de obrigar o cumprimento dos contratos internacionais - embora haja a ameaça de perda da reputação e de  acesso a empréstimos futuros, além da possibilidade de os credores aplicarem sanções ao país inadimplente;
- Há poucos ativos aos quais os credores podem ter acesso em caso de inadimplência;
- A negociação entre credores e devedores é um processo repetido, ao contrário, por exemplo, de uma negociação referente a um processo de falência, que se realiza em um único estágio;
- Assimetria de informação entre credores e devedores, quer quanto ao tipo do devedor, quer quanto à escolha de variáveis sob controle do país que afetam o montante disponível para o pagamento (por exemplo, nível de investimento) ou ainda o próprio nível do produto.

## Riscos próprios à dívida soberana
A depender da solvabilidade país emissor, os títulos da dívida soberana podem ser considerados mais ou menos seguros do que títulos da dívida de empresas, levando-se em conta, porém, que, no caso de moratória de um  Estado, os recursos jurídicos são quase inexistentes.
As possibilidades de reembolso são portanto estreitamente ligadas à capacidade fiscal do país emissor e, portanto, ao seu desempenho econômico e à sua gestão orçamentária. A partir desses critérios atribui-se a nota de risco de uma dívida soberana, sendo que a relação endividamento/PIB é uma das bases dessa avaliação.